# Desa Tegaldatar
Desa Tegaldatar är en administrativ by i Indonesien.   Den ligger i provinsen Jawa Barat, i den västra delen av landet, 70 km sydost om huvudstaden Jakarta. Desa Tegaldatar ligger vid sjön Waduk Cirata.